# Gerrard Xie
Xie Yonglin (vereenvoudigd Chinees: 谢咏霖; traditioneel Chinees: 謝詠霖; pinyin: Xiè Yǒnglín; Jyutping: Ze6 Wing6 Lam4) (Hongkong, 24 september 2006), ook bekend als Gerrard Xie, is een Chinees autocoureur. In 2022 won hij de titel in het Chinees Formule 4-kampioenschap.

## Carrière

### Karting
Tussen 2018 en 2021 reed Xie in het karting in Europa en Azië, alhoewel hij in Europa weinig volledige seizoenen reed. In 2020 werd hij derde in de juniorklasse van de IAME Asia Cup.

### Formule Renault
In 2022 stapte Xie over naar het formuleracing en kwam hij uit in de Formule Renault Super Challenge voor het team H-Star Racing. Hij miste het eerste raceweekend, maar won de vier resterende races en werd zodoende met 120 punten kampioen in de klasse.

### Formule 4
In 2022 nam Xie ook deel aan het Chinees Formule 4-kampioenschap voor het Smart Life Racing Team. Hij won twaalf van de veertien races en werd zodoende overtuigend gekroond tot kampioen in de klasse met 375 punten. Ook kwam hij uit in de Grand Prix van Macau, waarin hij achter Andy Chang tweede werd.

### GB3
In 2023 maakte Xie de overstap naar Europa en nam hij deel aan het GB3 Championship voor het team Hillspeed. Hij kreeg tevens steun van het opleidingsprogramma van Hitech Racing. Hij kende een overwegend lastig seizoen, maar in de laatste race van het jaar op Donington Park behaalde hij de zege. Met 128 punten werd hij twintigste in de eindstand. Dat jaar nam hij tevens deel aan de ronde op het Circuit de Spa-Francorchamps in de Euroformula Open voor het CryptoTower Racing Team.
In 2024 bleef Xie actief in de GB3 en stapte hij over naar Hitech Pulse-Eight. Hij won een race op de Hungaroring en stond ook op Spa-Francorchamps en Donington op het podium. Met 261 punten steeg hij naar de zevende plaats in het eindklassement. Daarnaast reed hij wederom in de ronde op Spa-Francorchamps van de Euroformula Open en behaalde hij een zege.

### Formule Regional
In 2024 begon Xie het jaar in het Formula Regional Oceania Championship bij M2 Competition. In het eerste raceweekend op het Taupo International Motorsport Park won hij een race en ook op de Powerbuilt Raceway behaalde hij een podiumfinish. Met 205 punten werd hij zevende in het kampioenschap.

### Formule 3
In 2025 debuteert Xie in het FIA Formule 3-kampioenschap bij Hitech TGR.